# Startin’/Born To Be...
Startin'/Born To Be... – trzydziesty dziewiąty singel japońskiej piosenkarki Ayumi Hamasaki, wydany 8 marca 2006. Piosenka Startin'  została wykorzystana jako opening gry wideo Shin Onimusha: Dawn of Dreams. Z kolei utwór Born To Be... to oficjalna piosenka przewodnia nadawanych na kanale NTV Zimowych Igrzysk Olimpijskich 2006. W pierwszym tygodniu sprzedano 16 034 kopii, natomiast 188 551 kopii całościowo.

## Lista utworów
| CD  |                                               |               |                     |      |
| Nr  | Tytuł                                         | Muzyka        | Aranżacja           | Czas |
| 1.  | "Startin' (Original Mix)"                     | Kazuhiro Hara | CMJK                | 4:19 |
| 2.  | "Born To Be... (Original Mix)"                | Kazuhiro Hara | Kazuhiro Hara, CMJK | 4:52 |
| 3.  | "teens (Acoustic Version)"                    |               |                     | 5:46 |
| 4.  | "Startin' (Original Mix -Instrumental-)"      | Kazuhiro Hara | CMJK                | 4:18 |
| 5.  | "Born To Be... (Original Mix -Instrumental-)" | Kazuhiro Hara | CMJK                | 4:50 |
| DVD |                                               |               |                     |      |
| Nr  | Tytuł                                         | Muzyka        | Reżyser             | Czas |
| 1.  | "Startin'" (video clip)                       | Kazuhiro Hara | Takahide Ishii      | 5:29 |
| 2.  | "Born To Be..." (video clip)                  | Kazuhiro Hara | Takahide Ishii      | 4:51 |

## Wystąpienia na żywo
- 3 marca 2006 – Music Fighter – "Startin'"
- 10 marca 2006 – Music Station – "Born To Be..."
- 10 marca 2006 – Music Fighter – "Born To Be..."
- 11 marca 2006 – CDTV – "Startin'"
- 31 marca 2006 – Music Station – "teens (Acoustic Version)"
- 3 kwietnia 2006 – Hey! Hey! Hey! – "teens (Acoustic Version)"